# Myrcianthes indifferens
Myrcianthes indifferens är en myrtenväxtart som först beskrevs av Mcvaugh, och fick sitt nu gällande namn av Mcvaugh. Myrcianthes indifferens ingår i släktet Myrcianthes och familjen myrtenväxter.
Artens utbredningsområde är Peru. Inga underarter finns listade i Catalogue of Life.